# Ciberespionaje
Ciberespionaje, o espionaje cibernético, es el acto o práctica de obtener secretos sin el permiso del poseedor de la información (personal, sensible, propietaria o de naturaleza clasificada), de individuos, competidores, rivales, grupos, gobiernos y enemigos para ventaja personal, económica, política o militar usando métodos en el Internet, redes o computadoras individuales a través del uso de técnicas de cracking y software maliciosos incluyendo Troyanos y spyware. Puede ser totalmente perpetrado en línea desde las computadoras de escritorio de profesionales en las bases en países muy lejanos o puede implicar la infiltración en el hogar por espías convencionales entrenados en computación o en otros casos puede ser la obra criminal de un hacker malicioso amateur y programadores de software.
El ciberespionaje típicamente supone tales usos de acceso a los secretos y archivos clasificados o el control de ordenadores individuales o redes enteras para una estrategia avanzada y para psicológica, política y físico subversion actividades y sabotaje. Recientemente, el espionaje cibernético supone el análisis de la actividad publica en redes sociales como Facebook y Twitter.
Las motivaciones de ciberespionaje provienen de posibles beneficios políticos y económicos considerando que puede ser difícil de rastrear. Tales operaciones, no como el espionaje cibernético normalmente son ilegales en el país de la víctima mientras que son apoyadas totalmente por el más alto nivel de gobierno en el país del atacante.La situación ética igualmente depende del punto de vista de uno mismo, particularmente de la opinión de los gobiernos involucrados.
En respuesta a los reportes de espionaje cibernético por parte de China contra Estados Unidos, Amitai Etzioni del instituto para el estudio de la policía comunitaria ha sugerido que China y Estados Unidos deberían aceptar una política de aseguramiento mutuo con respecto al ciberespacio. Esto supondría permitir a ambos estados el tomar las medidas que ellos crean necesarias para su propia defensa mientras que simultáneamente acuerdan el abstenerse de asumir tomar pasos ofensivos o colaborar con el espionaje cibernético; Esto también implicaría el investigar estos acuerdos. En septiembre de 2015, los Estados Unidos y China acordaron no permitir a las partes en sus naciones de espionaje cibernético unos de otros para obtener ganancias comerciales, pero no prohíben el espionaje gubernamental.